# Élections départementales de 2021 dans l'Ardèche
Les élections départementales dans l'Ardèche ont lieu les 20 et 27 juin 2021.

## Contexte départemental

### Assemblée départementale sortante
Avant les élections, le Conseil départemental de l'Ardèche est présidé par Laurent Ughetto (PS). 
Il comprend 34 conseillers départementaux issus des 17 cantons de l'Ardèche. 
| Président du Conseil départemental   |       |       |      |                         |
| Laurent Ughetto (PS)                 |       |       |      |                         |
| Parti                                | Sigle | Sigle | Élus | Groupes                 |
| Majorité (24 sièges)                 |       |       |      |                         |
| Parti socialiste                     |       | PS    | 20   | Majorité départementale |
| Parti communiste français            |       | PCF   | 1    | Majorité départementale |
| Parti radical de gauche              |       | PRG   | 1    | Majorité départementale |
| Divers gauche                        |       | DVG   | 1    | Majorité départementale |
| Divers centre                        |       | DVC   | 1    | Majorité départementale |
| Opposition (10 sièges)               |       |       |      |                         |
| Les Républicains                     |       | LR    | 6    | Ardèche avenir          |
| Union des démocrates et indépendants |       | UDI   | 2    | Ardèche avenir          |
| Divers droite                        |       | DVD   | 2    | Ardèche avenir          |

## Système électoral
Les élections ont lieu au scrutin majoritaire binominal à deux tours. Le système est paritaire : les candidatures sont présentées sous la forme d'un binôme composé d'une femme et d'un homme avec leurs suppléants (une femme et un homme également).
Pour être élu au premier tour, un binôme doit obtenir la majorité absolue des suffrages exprimés et un nombre de suffrages au moins égal à 25 % des électeurs inscrits. Si aucun binôme n'est élu au premier tour, seuls peuvent se présenter au second tour les binômes qui ont obtenu un nombre de suffrages au moins égal à 12,5 % des électeurs inscrits, sans possibilité pour les binômes de fusionner. Est élu au second tour le binôme qui obtient le plus grand nombre de voix.

## Résultats à l'échelle du département

### Résultats par nuances du ministère de l'Intérieur
Les nuances utilisées par le ministère de l'Intérieur ne tiennent pas compte des alliances locales.
| Binômes                  | Binômes                             | Binômes                  | Premier tour | Premier tour | Premier tour | Second tour | Second tour   | Second tour | Total | +/-           |  |
| Binômes                  | Binômes                             | Binômes                  | Voix         | %            | Sièges       | Voix        | %             | Sièges      | Total | +/-           |  |
| ------------------------ | ----------------------------------- | ------------------------ | ------------ | ------------ | ------------ | ----------- | ------------- | ----------- | ----- | ------------- |  |
|                          | Divers droite                       | DVD                      | 18 000       | 19,97        | 0            | 26 308      | 27,30         | 10          | 10    | 10            |  |
|                          | Divers gauche                       | DVG                      | 13 320       | 14,78        | 0            | 17 809      | 18,48         | 6           | 6     | 6             |  |
|                          | Rassemblement national              | RN                       | 12 755       | 14,15        | 0            | 1 454       | 1,51          | 0           | 0     | en stagnation |  |
|                          | Parti socialiste                    | SOC                      | 10 642       | 11,81        | 0            | 14 821      | 15,38         | 8           | 8     | 6             |  |
|                          | Union à gauche                      | UG                       | 10 601       | 11,76        | 0            | 9 731       | 10,10         | 2           | 2     | 8             |  |
|                          | Union à droite                      | UD                       | 9 033        | 10,02        | 0            | 12 546      | 13,02         | 6           | 6     | 4             |  |
|                          | Divers                              | DIV                      | 4 036        | 4,48         | 0            | 5 663       | 5,88          | 2           | 2     | 2             |  |
|                          | Union à gauche avec des écologistes | UGE                      | 3 062        | 3,40         | 0            | 5 149       | 5,34          | 0           | 0     | en stagnation |  |
|                          | Écologistes                         | ECO                      | 2 729        | 3,03         | 0            |             |               |             | 0     | en stagnation |  |
|                          | Parti communiste français           | COM                      | 2 590        | 2,87         | 0            | 0           | 1             |             |       |               |  |
|                          | Union au centre et à gauche         | UCG                      | 1 944        | 2,16         | 0            | 0           | en stagnation |             |       |               |  |
|                          | La République en marche             | REM                      | 1 151        | 1,28         | 0            | 0           | en stagnation |             |       |               |  |
|                          | Mouvement démocrate                 | MDM                      | 282          | 0,31         | 0            | 0           | en stagnation |             |       |               |  |
|                          |                                     |                          |              |              |              |             |               |             |       |               |  |
| Suffrages exprimés       | Suffrages exprimés                  | Suffrages exprimés       | 90 145       | 96,18        |              | 96 369      | 94,32         |             |       |               |  |
| Votes blancs             | Votes blancs                        | Votes blancs             | 2 325        | 2,48         | 3 691        | 3,61        |               |             |       |               |  |
| Votes nuls               | Votes nuls                          | Votes nuls               | 1 253        | 1,34         | 2 110        | 2,07        |               |             |       |               |  |
| Total                    | Total                               | Total                    | 93 723       | 100          | 0            | 102 170     | 100           | 34          | 34    | en stagnation |  |
| Abstention               | Abstention                          | Abstention               | 157 155      | 62,64        |              | 148 851     | 59,30         |             |       |               |  |
| Inscrits / participation | Inscrits / participation            | Inscrits / participation | 250 878      | 37,36        | 251 021      | 40,70       |               |             |       |               |  |

### Élus par canton
| Canton                   | Conseiller Sortant    | Parti | Parti | Conseiller élu           | Parti | Parti |
| ------------------------ | --------------------- | ----- | ----- | ------------------------ | ----- | ----- |
| Annonay-1                | Camille Jullien       |       | LR    | Martine Ollivier         |       | DVD   |
| Annonay-1                | Marc-Antoine Quenette |       | LR    | Marc-Antoine Quenette    |       | LR    |
| Annonay-2                | Stéphanie Barbato     |       | PS    | Claudie Coste            |       | DVD   |
| Annonay-2                | Simon Plénet          |       | PS    | Laurent Marce            |       | DVD   |
| Aubenas-1                | Jean-Pierre Constant  |       | LR    | Cécile Duchamp           |       | DVD   |
| Aubenas-1                | Cécile Duchamp        |       | DVD   | Jean-Yves Meyer          |       | UDI   |
| Aubenas-2                | Sabine Buis           |       | PS    | Sandrine Genest          |       | DVD   |
| Aubenas-2                | Max Chaze             |       | DVG   | Max Tourvieilhe          |       | DVD   |
| Bourg-Saint-Andéol       | Christine Malfoy      |       | PS    | Christine Malfoy         |       | PS    |
| Bourg-Saint-Andéol       | Pascal Terrasse       |       | PS    | Pascal Terrasse          |       | PS    |
| Haut-Eyrieux             | Laëtitia Serre        |       | PS    | Laëtitia Serre           |       | PS    |
| Haut-Eyrieux             | Maurice Weiss         |       | PRG   | Michel Villemagne        |       | DVG   |
| Guilherand-Granges       | Jacques Dubay         |       | UDI   | Olivier Amrane           |       | LR    |
| Guilherand-Granges       | Sylvie Gaucher        |       | UDI   | Sylvie Gaucher           |       | UDI   |
| Haut-Vivarais            | Laëtitia Bourjat      |       | LR    | Laëtitia Bourjat         |       | LR    |
| Haut-Vivarais            | Jean-Paul Vallon      |       | DVD   | Jean-Paul Vallon         |       | DVD   |
| Le Pouzin                | Robert Cotta          |       | PCF   | Elvire Bosc              |       | DVG   |
| Le Pouzin                | Dominique Palix       |       | PS    | Christophe Vignal        |       | PS    |
| Privas                   | Sandrine Chareyre     |       | PS    | Sandrine Chareyre        |       | PS    |
| Privas                   | Hervé Saulignac       |       | PS    | Hervé Saulignac          |       | PS    |
| Sarras                   | Denis Duchamp         |       | PS    | Ronan Philippe           |       | DVG   |
| Sarras                   | Brigitte Royer        |       | PS    | Christelle Reynaud       |       | DVG   |
| Berg-Helvie              | Sylvie Dubois         |       | PS    | Sylvie Dubois            |       | PS    |
| Berg-Helvie              | Olivier Peverelli     |       | PS    | Olivier Peverelli        |       | PS    |
| Haute-Ardèche            | Jérôme Dalverny       |       | PS    | Jérôme Dalverny          |       | PS    |
| Haute-Ardèche            | Bernadette Roche      |       | PS    | Bernadette Roche         |       | PS    |
| Tournon-sur-Rhône        | Christine Four        |       | LR    | Ingrid Richioud          |       | DVD   |
| Tournon-sur-Rhône        | Pierre Maisonnat      |       | LR    | Pierre Maisonnat         |       | LR    |
| Vallon-Pont-d'Arc        | Laurence Allefresde   |       | PS    | Laurence Allefresde      |       | PS    |
| Vallon-Pont-d'Arc        | Laurent Ughetto       |       | PS    | Laurent Ughetto          |       | PS    |
| Les Cévennes ardéchoises | Bérengère Bastide     |       | PS    | Françoise Rieu-Fromentin |       | DVD   |
| Les Cévennes ardéchoises | Raoul L'Herminier     |       | PS    | Matthieu Salel           |       | LR    |
| Rhône-Eyrieux            | Christian Feroussier  |       | DVG   | Christian Feroussier     |       | DVG   |
| Rhône-Eyrieux            | Martine Finiels       |       | PS    | Julie Sicoit-Iliozer     |       | DVD   |

## Résultats par canton
Les binômes sont présentés par ordre décroissant des résultats au premier tour. En cas de victoire au second tour du binôme arrivé en deuxième place au premier, ses résultats sont indiqués en gras. 

### Canton d'Annonay-1
| Candidats                | Candidats                | Partis                   | Nuance                   | Premier tour | Premier tour | Second tour | Second tour |
| Candidats                | Candidats                | Partis                   | Nuance                   | Voix         | %            | Voix        | %           |
| ------------------------ | ------------------------ | ------------------------ | ------------------------ | ------------ | ------------ | ----------- | ----------- |
|                          | Martine Ollivier         | DVD                      | UD                       | 1 797        | 42,47        | 2 757       | 58,75       |
|                          | Marc-Antoine Quenette    | LR                       | UD                       | 1 797        | 42,47        | 2 757       | 58,75       |
|                          | Claire Baud              | DVG                      | DVG                      | 1 101        | 26,02        | 1 936       | 41,25       |
|                          | Jérôme Vincent           | DVG                      | DVG                      | 1 101        | 26,02        | 1 936       | 41,25       |
|                          | Philippe Bérard          | RN                       | RN                       | 636          | 15,03        |             |             |
|                          | Corinne Gotti            | RN                       | RN                       | 636          | 15,03        |             |             |
|                          | Marie-Josèphe Nuel       | LREM                     | REM                      | 381          | 9,00         |             |             |
|                          | Alain Saillet            | LREM                     | REM                      | 381          | 9,00         |             |             |
|                          | Grégory Chanrond-Palisse | PCF                      | COM                      | 316          | 7,47         |             |             |
|                          | Manon Serre              | PCF                      | COM                      | 316          | 7,47         |             |             |
|                          |                          |                          |                          |              |              |             |             |
| Suffrages exprimés       | Suffrages exprimés       | Suffrages exprimés       | Suffrages exprimés       | 4 231        | 96,84        | 4 693       | 95,08       |
| Votes blancs             | Votes blancs             | Votes blancs             | Votes blancs             | 96           | 2,20         | 155         | 3,14        |
| Votes nuls               | Votes nuls               | Votes nuls               | Votes nuls               | 42           | 0,96         | 88          | 1,78        |
| Total                    | Total                    | Total                    | Total                    | 4 369        | 100          | 4 936       | 100         |
| Abstention               | Abstention               | Abstention               | Abstention               | 10 196       | 70,00        | 9 633       | 66,12       |
| Inscrits / participation | Inscrits / participation | Inscrits / participation | Inscrits / participation | 14 565       | 30,00        | 14 569      | 33,88       |

### Canton d'Annonay-2
| Candidats                | Candidats                | Partis                   | Nuance                   | Premier tour | Premier tour | Second tour | Second tour |
| Candidats                | Candidats                | Partis                   | Nuance                   | Voix         | %            | Voix        | %           |
| ------------------------ | ------------------------ | ------------------------ | ------------------------ | ------------ | ------------ | ----------- | ----------- |
|                          | Claudie Coste            | DVD                      | DVD                      | 1 534        | 39,39        | 2 258       | 53,70       |
|                          | Laurent Marce            | DVD                      | DVD                      | 1 534        | 39,39        | 2 258       | 53,70       |
|                          | Stéphanie Barbato-Barbe  | PS                       | UG                       | 1 320        | 33,90        | 1 947       | 46,30       |
|                          | Jérémy Fraysse           | DVG                      | UG                       | 1 320        | 33,90        | 1 947       | 46,30       |
|                          | Jacques Mercier          | RN                       | RN                       | 608          | 15,61        |             |             |
|                          | Justynia Pierozynska     | RN                       | RN                       | 608          | 15,61        |             |             |
|                          | Frédérique Lagier        | LFI                      | UG                       | 432          | 11,09        |             |             |
|                          | Pierre-Jean Serrières    | PCF                      | UG                       | 432          | 11,09        |             |             |
|                          |                          |                          |                          |              |              |             |             |
| Suffrages exprimés       | Suffrages exprimés       | Suffrages exprimés       | Suffrages exprimés       | 3 894        | 95,84        | 4 205       | 94,45       |
| Votes blancs             | Votes blancs             | Votes blancs             | Votes blancs             | 98           | 2,41         | 167         | 3,75        |
| Votes nuls               | Votes nuls               | Votes nuls               | Votes nuls               | 71           | 1,75         | 80          | 1,80        |
| Total                    | Total                    | Total                    | Total                    | 4 063        | 100          | 4 452       | 100         |
| Abstention               | Abstention               | Abstention               | Abstention               | 8 257        | 67,02        | 7 873       | 63,88       |
| Inscrits / participation | Inscrits / participation | Inscrits / participation | Inscrits / participation | 12 320       | 32,98        | 12 325      | 36,12       |

### Canton d'Aubenas-1
| Candidats                | Candidats                | Partis                   | Nuance                   | Premier tour | Premier tour | Second tour | Second tour |
| Candidats                | Candidats                | Partis                   | Nuance                   | Voix         | %            | Voix        | %           |
| ------------------------ | ------------------------ | ------------------------ | ------------------------ | ------------ | ------------ | ----------- | ----------- |
|                          | Cécile Duchamp           | DVD                      | UD                       | 1 684        | 38,99        | 2 533       | 54,90       |
|                          | Jean-Yves Meyer          | UDI                      | UD                       | 1 684        | 38,99        | 2 533       | 54,90       |
|                          | Claire Herlic            | EÉLV                     | UGE                      | 1 102        | 25,52        | 2 081       | 45,10       |
|                          | Rémi Teston              | PS                       | UGE                      | 1 102        | 25,52        | 2 081       | 45,10       |
|                          | Thierry Arsac            | RN                       | RN                       | 715          | 16,55        |             |             |
|                          | Sandrine Chapuis         | RN                       | RN                       | 715          | 16,55        |             |             |
|                          | Bernard Cros             | LFI                      | UG                       | 536          | 12,41        |             |             |
|                          | Marie Orset              | DVG                      | UG                       | 536          | 12,41        |             |             |
|                          | Roger Kappel             | MoDem                    | MDM                      | 282          | 6,53         |             |             |
|                          | Sonia Naviaux            | DVC                      | MDM                      | 282          | 6,53         |             |             |
|                          |                          |                          |                          |              |              |             |             |
| Suffrages exprimés       | Suffrages exprimés       | Suffrages exprimés       | Suffrages exprimés       | 4 319        | 95,89        | 4 614       | 92,67       |
| Votes blancs             | Votes blancs             | Votes blancs             | Votes blancs             | 104          | 2,31         | 232         | 4,66        |
| Votes nuls               | Votes nuls               | Votes nuls               | Votes nuls               | 81           | 1,80         | 133         | 2,67        |
| Total                    | Total                    | Total                    | Total                    | 4 504        | 100          | 4 979       | 100         |
| Abstention               | Abstention               | Abstention               | Abstention               | 8 454        | 65,24        | 7 964       | 61,53       |
| Inscrits / participation | Inscrits / participation | Inscrits / participation | Inscrits / participation | 12 958       | 34,76        | 12 943      | 38,47       |

### Canton d'Aubenas-2
| Candidats                | Candidats                | Partis                   | Nuance                   | Premier tour | Premier tour | Second tour | Second tour |
| Candidats                | Candidats                | Partis                   | Nuance                   | Voix         | %            | Voix        | %           |
| ------------------------ | ------------------------ | ------------------------ | ------------------------ | ------------ | ------------ | ----------- | ----------- |
|                          | Sandrine Genest          | DVD                      | DVD                      | 1 944        | 36,95        | 2 943       | 51,29       |
|                          | Max Tourvieilhe          | DVD                      | DVD                      | 1 944        | 36,95        | 2 943       | 51,29       |
|                          | Sabine Buis              | PS                       | UG                       | 1 646        | 31,29        | 2 795       | 48,71       |
|                          | Max Chaze                | PS                       | UG                       | 1 646        | 31,29        | 2 795       | 48,71       |
|                          | Magalie Malige           | RN                       | RN                       | 707          | 13,44        |             |             |
|                          | Claude Porquet           | RN                       | RN                       | 707          | 13,44        |             |             |
|                          | Eric Arnou               | EÉLV                     | ECO                      | 488          | 9,28         |             |             |
|                          | Elisabeth Talbot         | EÉLV                     | ECO                      | 488          | 9,28         |             |             |
|                          | Céline Mestries          | DVG                      | UG                       | 476          | 9,05         |             |             |
|                          | Mathieu Soares           | PCF                      | UG                       | 476          | 9,05         |             |             |
|                          |                          |                          |                          |              |              |             |             |
| Suffrages exprimés       | Suffrages exprimés       | Suffrages exprimés       | Suffrages exprimés       | 5 261        | 96,73        | 5 738       | 94,34       |
| Votes blancs             | Votes blancs             | Votes blancs             | Votes blancs             | 102          | 1,88         | 185         | 3,04        |
| Votes nuls               | Votes nuls               | Votes nuls               | Votes nuls               | 76           | 1,40         | 159         | 2,61        |
| Total                    | Total                    | Total                    | Total                    | 5 439        | 100          | 6 082       | 100         |
| Abstention               | Abstention               | Abstention               | Abstention               | 10 167       | 65,15        | 9 531       | 61,05       |
| Inscrits / participation | Inscrits / participation | Inscrits / participation | Inscrits / participation | 15 606       | 34,85        | 15 613      | 38,95       |

### Canton de Berg-Helvie
| Candidats                | Candidats                | Partis                   | Nuance                   | Premier tour | Premier tour | Second tour | Second tour |
| Candidats                | Candidats                | Partis                   | Nuance                   | Voix         | %            | Voix        | %           |
| ------------------------ | ------------------------ | ------------------------ | ------------------------ | ------------ | ------------ | ----------- | ----------- |
|                          | Sylvie Dubois            | PS                       | SOC                      | 2 546        | 49,55        | 3 706       | 71,82       |
|                          | Olivier Peverelli        | PS                       | SOC                      | 2 546        | 49,55        | 3 706       | 71,82       |
|                          | Alain Laville            | RN                       | RN                       | 1 205        | 23,45        | 1 454       | 28,18       |
|                          | Sophie Lorenzo           | RN                       | RN                       | 1 205        | 23,45        | 1 454       | 28,18       |
|                          | Yvan Brulat              | PCF                      | UG                       | 791          | 15,40        |             |             |
|                          | Florence Pallot          | LFI                      | UG                       | 791          | 15,40        |             |             |
|                          | Mounia Bertrand-Berjaly  | DVD                      | DIV                      | 596          | 11,60        |             |             |
|                          | Serge Vinard             | DVD                      | DIV                      | 596          | 11,60        |             |             |
|                          |                          |                          |                          |              |              |             |             |
| Suffrages exprimés       | Suffrages exprimés       | Suffrages exprimés       | Suffrages exprimés       | 5 138        | 94,57        | 5 160       | 91,34       |
| Votes blancs             | Votes blancs             | Votes blancs             | Votes blancs             | 207          | 3,81         | 310         | 5,49        |
| Votes nuls               | Votes nuls               | Votes nuls               | Votes nuls               | 88           | 1,62         | 179         | 3,17        |
| Total                    | Total                    | Total                    | Total                    | 5 433        | 100          | 5 649       | 100         |
| Abstention               | Abstention               | Abstention               | Abstention               | 10 191       | 65,23        | 9 987       | 63,87       |
| Inscrits / participation | Inscrits / participation | Inscrits / participation | Inscrits / participation | 15 624       | 34,77        | 15 636      | 36,13       |

### Canton de Bourg-Saint-Andéol
| Candidats                | Candidats                | Partis                   | Nuance                   | Premier tour | Premier tour | Second tour | Second tour |
| Candidats                | Candidats                | Partis                   | Nuance                   | Voix         | %            | Voix        | %           |
| ------------------------ | ------------------------ | ------------------------ | ------------------------ | ------------ | ------------ | ----------- | ----------- |
|                          | Christine Malfoy         | PS                       | DVG                      | 2 014        | 39,44        | 2 736       | 54,67       |
|                          | Pascal Terrasse          | PS                       | DVG                      | 2 014        | 39,44        | 2 736       | 54,67       |
|                          | Laëtitia Bayle           | DVD                      | DIV                      | 1 317        | 25,79        | 2 269       | 45,33       |
|                          | Jérôme Laurent           | DVD                      | DIV                      | 1 317        | 25,79        | 2 269       | 45,33       |
|                          | Olivier Dupuis           | RN                       | RN                       | 1 050        | 20,56        |             |             |
|                          | Céline Porquet           | RN                       | RN                       | 1 050        | 20,56        |             |             |
|                          | Esmeralda Arozarena      | PCF                      | COM                      | 411          | 8,05         |             |             |
|                          | Jean-Louis Issartel      | PCF                      | COM                      | 411          | 8,05         |             |             |
|                          | Patrick Petit            | EÉLV                     | ECO                      | 314          | 6,15         |             |             |
|                          | Diane Vermorel           | EÉLV                     | ECO                      | 314          | 6,15         |             |             |
|                          |                          |                          |                          |              |              |             |             |
| Suffrages exprimés       | Suffrages exprimés       | Suffrages exprimés       | Suffrages exprimés       | 5 106        | 96,85        | 5 005       | 92,62       |
| Votes blancs             | Votes blancs             | Votes blancs             | Votes blancs             | 103          | 1,95         | 272         | 5,03        |
| Votes nuls               | Votes nuls               | Votes nuls               | Votes nuls               | 63           | 1,19         | 127         | 2,35        |
| Total                    | Total                    | Total                    | Total                    | 5 272        | 100          | 5 404       | 100         |
| Abstention               | Abstention               | Abstention               | Abstention               | 9 055        | 63,20        | 8 926       | 62,29       |
| Inscrits / participation | Inscrits / participation | Inscrits / participation | Inscrits / participation | 14 327       | 36,80        | 14 330      | 37,71       |

### Canton des Cévennes ardéchoises
| Candidats                | Candidats                | Partis                   | Nuance                   | Premier tour | Premier tour | Second tour | Second tour |
| Candidats                | Candidats                | Partis                   | Nuance                   | Voix         | %            | Voix        | %           |
| ------------------------ | ------------------------ | ------------------------ | ------------------------ | ------------ | ------------ | ----------- | ----------- |
|                          | Françoise Rieu-Fromentin | DVD                      | DVD                      | 2 163        | 37,01        | 3 520       | 53,43       |
|                          | Matthieu Salel           | LR                       | DVD                      | 2 163        | 37,01        | 3 520       | 53,43       |
|                          | Vincent Auzas            | EÉLV                     | UGE                      | 1 960        | 33,54        | 3 086       | 46,57       |
|                          | Bérengère Bastide        | PS                       | UGE                      | 1 960        | 33,54        | 3 086       | 46,57       |
|                          | Tassadite Favrie         | LFI                      | UG                       | 767          | 13,12        |             |             |
|                          | Alain Picard             | PCF                      | UG                       | 767          | 13,12        |             |             |
|                          | Prescillia Dubois        | RN                       | RN                       | 678          | 11,60        |             |             |
|                          | Bernard Gleize           | RN                       | RN                       | 678          | 11,60        |             |             |
|                          | Isabelle Bariole         | MoDem                    | UCG                      | 276          | 4,72         |             |             |
|                          | Rachid Tahiri            | DVG                      | UCG                      | 276          | 4,72         |             |             |
|                          |                          |                          |                          |              |              |             |             |
| Suffrages exprimés       | Suffrages exprimés       | Suffrages exprimés       | Suffrages exprimés       | 5 844        | 96,56        | 6 588       | 95,38       |
| Votes blancs             | Votes blancs             | Votes blancs             | Votes blancs             | 146          | 2,41         | 203         | 2,94        |
| Votes nuls               | Votes nuls               | Votes nuls               | Votes nuls               | 62           | 1,02         | 116         | 1,68        |
| Total                    | Total                    | Total                    | Total                    | 6 052        | 100          | 6 907       | 100         |
| Abstention               | Abstention               | Abstention               | Abstention               | 8 976        | 59,73        | 8 186       | 54,24       |
| Inscrits / participation | Inscrits / participation | Inscrits / participation | Inscrits / participation | 15 028       | 40,27        | 15 093      | 45,76       |

### Canton de Guilherand-Granges
| Candidats                | Candidats                | Partis                   | Nuance                   | Premier tour | Premier tour | Second tour | Second tour |
| Candidats                | Candidats                | Partis                   | Nuance                   | Voix         | %            | Voix        | %           |
| ------------------------ | ------------------------ | ------------------------ | ------------------------ | ------------ | ------------ | ----------- | ----------- |
|                          | Olivier Amrane           | LR                       | UD                       | 3 172        | 52,37        | 3 930       | 63,17       |
|                          | Sylvie Gaucher           | UDI                      | UD                       | 3 172        | 52,37        | 3 930       | 63,17       |
|                          | Caroline Caubet-Michelas | DVG                      | DVG                      | 1 464        | 24,17        | 2 291       | 36,83       |
|                          | Stéphane Lafage          | DVG                      | DVG                      | 1 464        | 24,17        | 2 291       | 36,83       |
|                          | Gérard Emberger          | RN                       | RN                       | 778          | 12,84        |             |             |
|                          | Marie-Claire Fleury      | RN                       | RN                       | 778          | 12,84        |             |             |
|                          | Marc Dibi                | EÉLV                     | ECO                      | 643          | 10,62        |             |             |
|                          | Jadwiga Woznica-Raoulx   | EÉLV                     | ECO                      | 643          | 10,62        |             |             |
|                          |                          |                          |                          |              |              |             |             |
| Suffrages exprimés       | Suffrages exprimés       | Suffrages exprimés       | Suffrages exprimés       | 6 057        | 97,10        | 6 221       | 95,71       |
| Votes blancs             | Votes blancs             | Votes blancs             | Votes blancs             | 92           | 1,47         | 176         | 2,71        |
| Votes nuls               | Votes nuls               | Votes nuls               | Votes nuls               | 89           | 1,43         | 103         | 1,58        |
| Total                    | Total                    | Total                    | Total                    | 6 238        | 100          | 6 500       | 100         |
| Abstention               | Abstention               | Abstention               | Abstention               | 10 772       | 63,33        | 10 511      | 61,79       |
| Inscrits / participation | Inscrits / participation | Inscrits / participation | Inscrits / participation | 17 010       | 36,67        | 17 011      | 38,21       |

### Canton de Haut-Eyrieux
| Candidats                | Candidats                | Partis                   | Nuance                   | Premier tour | Premier tour | Second tour | Second tour |
| Candidats                | Candidats                | Partis                   | Nuance                   | Voix         | %            | Voix        | %           |
| ------------------------ | ------------------------ | ------------------------ | ------------------------ | ------------ | ------------ | ----------- | ----------- |
|                          | Jacques Chabal           | DVD                      | DVD                      | 2 806        | 46,50        | 3 598       | 49,36       |
|                          | Aline Dubouis            | DVD                      | DVD                      | 2 806        | 46,50        | 3 598       | 49,36       |
|                          | Laëtitia Serre           | PS                       | DVG                      | 2 729        | 45,22        | 3 691       | 50,64       |
|                          | Michel Villemagne        | DVG                      | DVG                      | 2 729        | 45,22        | 3 691       | 50,64       |
|                          | Chantal Battain          | PCF                      | COM                      | 500          | 8,29         |             |             |
|                          | Pierre Tribout           | PCF                      | COM                      | 500          | 8,29         |             |             |
|                          |                          |                          |                          |              |              |             |             |
| Suffrages exprimés       | Suffrages exprimés       | Suffrages exprimés       | Suffrages exprimés       | 6 035        | 94,99        | 7 289       | 95,95       |
| Votes blancs             | Votes blancs             | Votes blancs             | Votes blancs             | 216          | 3,40         | 188         | 2,47        |
| Votes nuls               | Votes nuls               | Votes nuls               | Votes nuls               | 102          | 1,40         | 120         | 1,58        |
| Total                    | Total                    | Total                    | Total                    | 6 353        | 100          | 7 597       | 100         |
| Abstention               | Abstention               | Abstention               | Abstention               | 9 127        | 58,96        | 7 882       | 50,92       |
| Inscrits / participation | Inscrits / participation | Inscrits / participation | Inscrits / participation | 15 480       | 41,04        | 15 479      | 49,08       |

### Canton du Haut-Vivarais
| Candidats                | Candidats                | Partis                   | Nuance                   | Premier tour | Premier tour | Second tour | Second tour |
| Candidats                | Candidats                | Partis                   | Nuance                   | Voix         | %            | Voix        | %           |
| ------------------------ | ------------------------ | ------------------------ | ------------------------ | ------------ | ------------ | ----------- | ----------- |
|                          | Laetitia Bourjat         | LR                       | DVD                      | 3 598        | 50,24        | 4 580       | 59,46       |
|                          | Jean-Paul Vallon         | DVD                      | DVD                      | 3 598        | 50,24        | 4 580       | 59,46       |
|                          | Aurélien Mourier         | DVG                      | DVG                      | 2 101        | 29,34        | 3 123       | 40,54       |
|                          | Marie Vercasson          | DVG                      | DVG                      | 2 101        | 29,34        | 3 123       | 40,54       |
|                          | Maryse Legros            | RN                       | RN                       | 774          | 10,81        |             |             |
|                          | Bernard-Régis Magnouloux | RN                       | RN                       | 774          | 10,81        |             |             |
|                          | Catherine Vigouroux      | PCF                      | COM                      | 689          | 9,62         |             |             |
|                          | Laurent Vigouroux        | PCF                      | COM                      | 689          | 9,62         |             |             |
|                          |                          |                          |                          |              |              |             |             |
| Suffrages exprimés       | Suffrages exprimés       | Suffrages exprimés       | Suffrages exprimés       | 7 162        | 96,42        | 7 703       | 95,42       |
| Votes blancs             | Votes blancs             | Votes blancs             | Votes blancs             | 167          | 2,25         | 227         | 2,81        |
| Votes nuls               | Votes nuls               | Votes nuls               | Votes nuls               | 99           | 1,33         | 143         | 1,77        |
| Total                    | Total                    | Total                    | Total                    | 7 428        | 100          | 8 073       | 100         |
| Abstention               | Abstention               | Abstention               | Abstention               | 9 479        | 56,07        | 8 838       | 52,26       |
| Inscrits / participation | Inscrits / participation | Inscrits / participation | Inscrits / participation | 16 907       | 43,93        | 16 911      | 47,74       |

### Canton de Haute-Ardèche
| Candidats                | Candidats                | Partis                   | Nuance                   | Premier tour | Premier tour | Second tour | Second tour |
| Candidats                | Candidats                | Partis                   | Nuance                   | Voix         | %            | Voix        | %           |
| ------------------------ | ------------------------ | ------------------------ | ------------------------ | ------------ | ------------ | ----------- | ----------- |
|                          | Jérôme Dalverny          | PS                       | SOC                      | 2 658        | 50,98        | 3 274       | 59,74       |
|                          | Bernadette Roche         | PS                       | SOC                      | 2 658        | 50,98        | 3 274       | 59,74       |
|                          | Karine Accassat          | DVD                      | DVD                      | 1 588        | 30,46        | 2 206       | 40,26       |
|                          | Dominique Fialon         | DVD                      | DVD                      | 1 588        | 30,46        | 2 206       | 40,26       |
|                          | Christelle Mouton        | RN                       | RN                       | 968          | 18,57        |             |             |
|                          | Johan Verheij            | RN                       | RN                       | 968          | 18,57        |             |             |
|                          |                          |                          |                          |              |              |             |             |
| Suffrages exprimés       | Suffrages exprimés       | Suffrages exprimés       | Suffrages exprimés       | 5 214        | 94,42        | 5 480       | 92,98       |
| Votes blancs             | Votes blancs             | Votes blancs             | Votes blancs             | 192          | 3,48         | 248         | 4,21        |
| Votes nuls               | Votes nuls               | Votes nuls               | Votes nuls               | 116          | 2,10         | 166         | 2,82        |
| Total                    | Total                    | Total                    | Total                    | 5 522        | 100          | 5 894       | 100         |
| Abstention               | Abstention               | Abstention               | Abstention               | 6 450        | 53,88        | 6 122       | 50,95       |
| Inscrits / participation | Inscrits / participation | Inscrits / participation | Inscrits / participation | 11 972       | 46,12        | 12 016      | 49,05       |

### Canton du Pouzin
| Candidats                | Candidats                | Partis                   | Nuance                   | Premier tour | Premier tour | Second tour | Second tour |
| Candidats                | Candidats                | Partis                   | Nuance                   | Voix         | %            | Voix        | %           |
| ------------------------ | ------------------------ | ------------------------ | ------------------------ | ------------ | ------------ | ----------- | ----------- |
|                          | Elvire Bosc              | DVG                      | UG                       | 1 597        | 37,47        | 2 454       | 57,38       |
|                          | Christophe Vignal        | PS                       | UG                       | 1 597        | 37,47        | 2 454       | 57,38       |
|                          | Rachel Cotta             | DVD                      | DVD                      | 1 164        | 27,31        | 1 823       | 42,62       |
|                          | Gilbert Moulin           | DVD                      | DVD                      | 1 164        | 27,31        | 1 823       | 42,62       |
|                          | Julien Fourgeirol        | DVG                      | DVG                      | 790          | 18,54        |             |             |
|                          | Stéphanie Labeille       | DVG                      | DVG                      | 790          | 18,54        |             |             |
|                          | Sylviane Dero            | RN                       | RN                       | 711          | 16,68        |             |             |
|                          | Samuel Lardier           | RN                       | RN                       | 711          | 16,68        |             |             |
|                          |                          |                          |                          |              |              |             |             |
| Suffrages exprimés       | Suffrages exprimés       | Suffrages exprimés       | Suffrages exprimés       | 4 262        | 95,93        | 4 277       | 92,66       |
| Votes blancs             | Votes blancs             | Votes blancs             | Votes blancs             | 129          | 2,90         | 218         | 4,72        |
| Votes nuls               | Votes nuls               | Votes nuls               | Votes nuls               | 52           | 1,17         | 121         | 2,62        |
| Total                    | Total                    | Total                    | Total                    | 4 443        | 100          | 4 616       | 100         |
| Abstention               | Abstention               | Abstention               | Abstention               | 8 017        | 64,34        | 7 848       | 62,97       |
| Inscrits / participation | Inscrits / participation | Inscrits / participation | Inscrits / participation | 12 460       | 35,66        | 12 464      | 37,03       |

### Canton de Privas
| Candidats                | Candidats                | Partis                   | Nuance                   | Premier tour | Premier tour | Second tour | Second tour |
| Candidats                | Candidats                | Partis                   | Nuance                   | Voix         | %            | Voix        | %           |
| ------------------------ | ------------------------ | ------------------------ | ------------------------ | ------------ | ------------ | ----------- | ----------- |
|                          | Sandrine Chareyre        | PS                       | SOC                      | 2 798        | 42,54        | 3 834       | 53,55       |
|                          | Hervé Saulignac          | PS                       | SOC                      | 2 798        | 42,54        | 3 834       | 53,55       |
|                          | Jérôme Bernard           | DVD                      | UD                       | 2 380        | 36,18        | 3 326       | 46,45       |
|                          | Victoria Brielle         | LR                       | UD                       | 2 380        | 36,18        | 3 326       | 46,45       |
|                          | Barbara Clavon           | PCF                      | COM                      | 674          | 10,25        |             |             |
|                          | Patrick Trintignac       | PCF                      | COM                      | 674          | 10,25        |             |             |
|                          | William Mourgand         | RN                       | RN                       | 523          | 7,95         |             |             |
|                          | Isabelle Save            | RN                       | RN                       | 523          | 7,95         |             |             |
|                          | Florence Bantignie       | LREM                     | REM                      | 203          | 3,09         |             |             |
|                          | Marcel Hudelot           | LREM                     | REM                      | 203          | 3,09         |             |             |
|                          |                          |                          |                          |              |              |             |             |
| Suffrages exprimés       | Suffrages exprimés       | Suffrages exprimés       | Suffrages exprimés       | 6 578        | 97,57        | 7 160       | 95,86       |
| Votes blancs             | Votes blancs             | Votes blancs             | Votes blancs             | 114          | 1,69         | 192         | 2,57        |
| Votes nuls               | Votes nuls               | Votes nuls               | Votes nuls               | 50           | 0,74         | 117         | 1,57        |
| Total                    | Total                    | Total                    | Total                    | 6 742        | 100          | 7 469       | 100         |
| Abstention               | Abstention               | Abstention               | Abstention               | 8 906        | 56,91        | 8 183       | 52,28       |
| Inscrits / participation | Inscrits / participation | Inscrits / participation | Inscrits / participation | 15 648       | 43,09        | 15 652      | 47,72       |

### Canton de Rhône-Eyrieux
| Candidats                | Candidats                | Partis                   | Nuance                   | Premier tour | Premier tour | Second tour | Second tour |
| Candidats                | Candidats                | Partis                   | Nuance                   | Voix         | %            | Voix        | %           |
| ------------------------ | ------------------------ | ------------------------ | ------------------------ | ------------ | ------------ | ----------- | ----------- |
|                          | Christian Feroussier     | DVG                      | DIV                      | 2 123        | 36,69        | 3 394       | 54,03       |
|                          | Julie Sicoit-Iliozer     | DVD                      | DIV                      | 2 123        | 36,69        | 3 394       | 54,03       |
|                          | Hervé Coulmont           | DVG                      | UCG                      | 1 668        | 28,83        | 2 888       | 45,97       |
|                          | Martine Finiels          | PS                       | UCG                      | 1 668        | 28,83        | 2 888       | 45,97       |
|                          | Véronique François       | RN                       | RN                       | 894          | 15,45        |             |             |
|                          | Jean Stin                | RN                       | RN                       | 894          | 15,45        |             |             |
|                          | Fabienne Gauthier        | EÉLV                     | ECO                      | 661          | 11,42        |             |             |
|                          | Jean-Marie Mengin        | EÉLV                     | ECO                      | 661          | 11,42        |             |             |
|                          | Pascaline Fourgoux       | PCF                      | UG                       | 440          | 7,60         |             |             |
|                          | Fabrice Tallon           | LFI                      | UG                       | 440          | 7,60         |             |             |
|                          |                          |                          |                          |              |              |             |             |
| Suffrages exprimés       | Suffrages exprimés       | Suffrages exprimés       | Suffrages exprimés       | 5 786        | 96,51        | 6 282       | 93,55       |
| Votes blancs             | Votes blancs             | Votes blancs             | Votes blancs             | 127          | 2,12         | 302         | 4,50        |
| Votes nuls               | Votes nuls               | Votes nuls               | Votes nuls               | 82           | 1,37         | 131         | 1,95        |
| Total                    | Total                    | Total                    | Total                    | 5 995        | 100          | 6 715       | 100         |
| Abstention               | Abstention               | Abstention               | Abstention               | 11 218       | 65,17        | 10 502      | 61,00       |
| Inscrits / participation | Inscrits / participation | Inscrits / participation | Inscrits / participation | 17 213       | 34,83        | 17 217      | 39,00       |

### Canton de Sarras
| Candidats                | Candidats                | Partis                   | Nuance                   | Premier tour | Premier tour | Second tour | Second tour |
| Candidats                | Candidats                | Partis                   | Nuance                   | Voix         | %            | Voix        | %           |
| ------------------------ | ------------------------ | ------------------------ | ------------------------ | ------------ | ------------ | ----------- | ----------- |
|                          | Ronan Philippe           | DVG                      | DVG                      | 1 953        | 50,14        | 2 346       | 58,18       |
|                          | Christelle Reynaud       | DVG                      | DVG                      | 1 953        | 50,14        | 2 346       | 58,18       |
|                          | Stéphanie Benoit         | DVG                      | DVG                      | 1 168        | 29,99        | 1 686       | 41,82       |
|                          | William Priolon          | DVG                      | DVG                      | 1 168        | 29,99        | 1 686       | 41,82       |
|                          | Eliane Baudry            | RN                       | RN                       | 774          | 19,87        |             |             |
|                          | Joffrey Testud           | RN                       | RN                       | 774          | 19,87        |             |             |
|                          |                          |                          |                          |              |              |             |             |
| Suffrages exprimés       | Suffrages exprimés       | Suffrages exprimés       | Suffrages exprimés       | 3 895        | 93,65        | 4 032       | 93,62       |
| Votes blancs             | Votes blancs             | Votes blancs             | Votes blancs             | 199          | 4,78         | 199         | 4,62        |
| Votes nuls               | Votes nuls               | Votes nuls               | Votes nuls               | 65           | 1,56         | 76          | 1,76        |
| Total                    | Total                    | Total                    | Total                    | 4 159        | 100          | 4 307       | 100         |
| Abstention               | Abstention               | Abstention               | Abstention               | 7 580        | 64,57        | 7 434       | 63,32       |
| Inscrits / participation | Inscrits / participation | Inscrits / participation | Inscrits / participation | 11 739       | 35,43        | 11 741      | 36,68       |

### Canton de Tournon-sur-Rhône
| Candidats                | Candidats                | Partis                   | Nuance                   | Premier tour | Premier tour | Second tour | Second tour |
| Candidats                | Candidats                | Partis                   | Nuance                   | Voix         | %            | Voix        | %           |
| ------------------------ | ------------------------ | ------------------------ | ------------------------ | ------------ | ------------ | ----------- | ----------- |
|                          | Pierre Maisonnat         | LR                       | DVD                      | 1 912        | 35,63        | 3 164       | 55,52       |
|                          | Ingrid Richioud          | DVD                      | DVD                      | 1 912        | 35,63        | 3 164       | 55,52       |
|                          | Pierre Guichard          | G.s                      | UG                       | 1 757        | 32,74        | 2 535       | 44,48       |
|                          | Michèle Victory          | PS                       | UG                       | 1 757        | 32,74        | 2 535       | 44,48       |
|                          | Cyrille Grangier         | RN                       | RN                       | 849          | 15,82        |             |             |
|                          | Chantal Weismuller       | RN                       | RN                       | 849          | 15,82        |             |             |
|                          | Michel Batin             | LREM                     | REM                      | 567          | 10,57        |             |             |
|                          | Laurence Heydel Grillere | LREM                     | REM                      | 567          | 10,57        |             |             |
|                          | Dominique Duplan         | E!                       | UG                       | 281          | 5,24         |             |             |
|                          | Sophie Galté             | LFI                      | UG                       | 281          | 5,24         |             |             |
|                          |                          |                          |                          |              |              |             |             |
| Suffrages exprimés       | Suffrages exprimés       | Suffrages exprimés       | Suffrages exprimés       | 5 366        | 96,88        | 5 699       | 94,86       |
| Votes blancs             | Votes blancs             | Votes blancs             | Votes blancs             | 111          | 2,00         | 190         | 3,16        |
| Votes nuls               | Votes nuls               | Votes nuls               | Votes nuls               | 62           | 1,12         | 119         | 1,98        |
| Total                    | Total                    | Total                    | Total                    | 5 539        | 100          | 6 008       | 100         |
| Abstention               | Abstention               | Abstention               | Abstention               | 9 846        | 64,00        | 9 376       | 60,95       |
| Inscrits / participation | Inscrits / participation | Inscrits / participation | Inscrits / participation | 15 385       | 36,00        | 15 384      | 39,05       |

### Canton de Vallon-Pont-d'Arc
| Candidats                | Candidats                 | Partis                   | Nuance                   | Premier tour | Premier tour | Second tour | Second tour |
| Candidats                | Candidats                 | Partis                   | Nuance                   | Voix         | %            | Voix        | %           |
| ------------------------ | ------------------------- | ------------------------ | ------------------------ | ------------ | ------------ | ----------- | ----------- |
|                          | Laurence Allefresde       | PS                       | SOC                      | 2 640        | 44,02        | 4 007       | 64,39       |
|                          | Laurent Ughetto           | PS                       | SOC                      | 2 640        | 44,02        | 4 007       | 64,39       |
|                          | Murielle Courthial        | DVD                      | DVD                      | 1 291        | 21,53        | 2 216       | 35,61       |
|                          | Alban Guillemin           | DVD                      | DVD                      | 1 291        | 21,53        | 2 216       | 35,61       |
|                          | Karine Brasseur           | RN                       | RN                       | 885          | 14,76        |             |             |
|                          | Laurent Mollard-Chaumette | RN                       | RN                       | 885          | 14,76        |             |             |
|                          | Brigitte Bonnefin         | EÉLV                     | ECO                      | 623          | 10,39        |             |             |
|                          | Guillaume Vermorel        | EÉLV                     | ECO                      | 623          | 10,39        |             |             |
|                          | Carole Daudan             | PCF                      | UG                       | 558          | 9,30         |             |             |
|                          | Mehdi Medjahdi            | LFI                      | UG                       | 558          | 9,30         |             |             |
|                          |                           |                          |                          |              |              |             |             |
| Suffrages exprimés       | Suffrages exprimés        | Suffrages exprimés       | Suffrages exprimés       | 5 997        | 97,16        | 6 223       | 94,55       |
| Votes blancs             | Votes blancs              | Votes blancs             | Votes blancs             | 122          | 1,98         | 227         | 3,45        |
| Votes nuls               | Votes nuls                | Votes nuls               | Votes nuls               | 53           | 0,86         | 132         | 2,01        |
| Total                    | Total                     | Total                    | Total                    | 6 172        | 100          | 6 582       | 100         |
| Abstention               | Abstention                | Abstention               | Abstention               | 10 464       | 62,90        | 10 055      | 60,44       |
| Inscrits / participation | Inscrits / participation  | Inscrits / participation | Inscrits / participation | 16 636       | 37,10        | 16 637      | 39,56       |